# Aktion T4

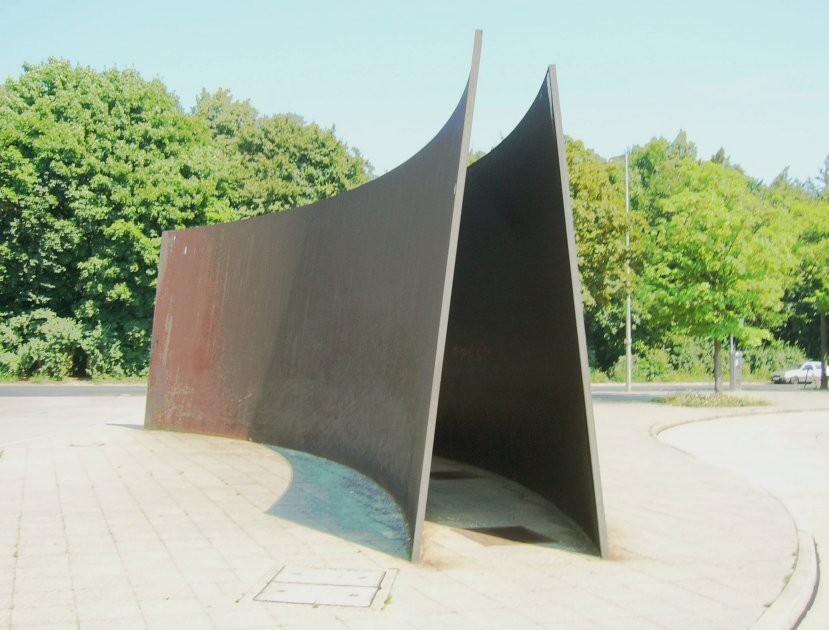
Monument commemoratiu a les víctimes, a Berlín.

L'Aktion T4 (1939-1941) va ser un programa d'eugenèsia creat i executat pels metges del règim nazi. El programa consistia a suprimir a aquelles persones considerades «vida no mereixedora de vida» pel règim nazi: malalts incurables, adults que no eren fèrtils, discapacitats físics o mentals, homosexuals, etc. Es calcula que entre 200.000 i 275.000 persones van ser executades mitjançant aquest programa.
El nom Aktion T4 prové dels quarters generals de l’organització encarregada d’executar el programa, uns quarters situats a Berlín al carrer Tiergartenstraße 4 (el carrer del Jardí del Zoo, número 4), al barri de Tiergarten. Es va dur a terme a Alemanya i a l’annexionada Àustria, en concret a Grafeneck, Brandenburg, Bembur, Hartheim, Sonnestein i Hadamar.

## Funcionament
Entre les persones assassinades s'hi trobaven homes i dones de totes les edats, des de nens a persones grans. Entre ells s'hi trobaven deficients psíquics i portadors de malalties altament contagioses o hereditàries, segons el criteri mèdic nazi, com ara alguns graus de l'epilèpsia.
Les persones víctimes d’Aktion T4 van ser persones que segons la medicina nazi necessitaven ser suprimides per compassió, cosa que suposava un benefici tant per al “malalt” com per a la societat; es va emetre propaganda pro eutanàsia per convèncer la gent que mantenir aquelles persones suposaria un cost econòmic molt gran per a la societat alemanya, que la vida d’aquells malalts no era vida i que tot plegat suposaria un obstacle greu per al futur d’Alemanya i per a la seva “raça”.
Com ja s'ha indicat, el rerefons econòmic que promovia el programa queda palès pel fet que tot els recursos sanitaris estalviats pel règim nazi per curar els malalts es van dedicar a finançar les campanyes bèl·liques destinades a l’ocupació de l’Est d'Europa, campanyes que es van iniciar precisament després de l’inici de l’aplicació del programa. El programa es va estendre als camps de concentració nazis, on es va aplicar als presoners bastant malmesos físicament que no servien per fer les feines dels camps de concentració; s'enviava aquests presoners a les cambres de gas dels hospitals i dels centres psiquiàtrics (una operació anomenada Aktion 14f13). Aquest va ser el pas previ a la implantació de les cambres de gas als camps d’extermini, com el d'Auschwitz.
Les accions per realitzar aquest programa mèdic, com la seva intensa propaganda, van començar molt abans que ho fes el règim nazi. Aktion T4 estava molt lligat (iedològicament, políticament, econòmicament i financerament) al moviment mèdic internacional a favor de l'eugenèsia i a la legislació i aplicació d'aquesta en altres països com els Estats Units, Austràlia, el Regne Unit, Noruega, França, Finlàndia, Dinamarca, Estònia, Islàndia i Suïssa durant la primera meitat del Segle XX.

## Oposició
El programa Aktion T4 va ser àmpliament acceptat per la majoria dels metges, sense gaire resistència per part seva. L'oposició real al programa va venir per dos fronts: familiars dels afectats (pacients, familiars…) i cercles religiosos, tant catòlics com protestants. La seva pressió i insistència van aconseguir que el 1941 el programa s'abolís, però no van evitar que els assassinats ni l'organització desapareguessin. Es van seguir eliminant infants, adults i ancians, ara de manera més secreta i menys generalitzada, cosa que va alliberar els metges dels tràmits burocràtics oficials i els va permetre dur a terme el seu objectiu. De fet, en aquesta segona fase el programa es van produir més assassinats que en la primera, i fins i tot després de l’acabament de la guerra i de la victòria i ocupació dels països Aliats de la Segona Guerra Mundial alguns metges van seguir executant el programa.
Com ja s'ha dit, va ser important la pressió religiosa envers el programa. El bisbe alemany Clemens August von Galen (1878-1946) es va enfrontar públicament a l’Aktion T4 mitjançant pastorals (escrits episcopals) i altres escrits. El règim nazi no va considerar oportú assassinar-lo mentre durés la guerra, sinó que era millor fer-ho després de “la victòria final” per evitar convertir von Galen en un màrtir de la resistència. També es van manifestar públicament altres sacerdots catòlics com Bernhard Lichtenberg, degà de la Catedral de Berlín. Molts d’aquests opositors van ser arrestats i empresonats per aquest fet; el mateix Lichtenberg va morir durant el seu trasllat al camp de concentració. Gràcies a l’oposició religiosa i a la dels familiars i pròxims dels afectats es va aconseguir que apareguessin crítiques per part de jutges i militants nazis en contra del programa pro eutanàsia.